# 维诺托努斯
维诺托努斯（英語：Vinotonus）凯尔特神话神祇之一。它作为凯尔特人所崇拜与供奉的众多神祇之一发挥影响并产生作用。其事迹鲜为人知，盛行于不列颠約克郡地区，可能是约克郡本地神祇。